# Calommata tamdaoensis
Espèce
Calommata tamdaoensis est une espèce d'araignées mygalomorphes de la famille des Atypidae.

## Distribution
Cette espèce est endémique de la province de Vĩnh Phúc au Viêt Nam.

## Description
Le mâle holotype mesure 14,50 mm

## Étymologie
Son nom d'espèce, composé de tamdao et du suffixe latin -ensis, « qui vit dans, qui habite », lui a été donné en référence au lieu de sa découverte, le parc national de Tam Dao.

## Publication originale
- Zha, Pham & Li, 2012 : One new Calommata spider from Vietnam (Araneae, Atypidae). Acta Zootaxonomica Sinica, p. 37, no 2, p. 319-321.